# Nowosiółki (powiat de Siemiatycze)
Pour les articles homonymes, voir Nowosiółki.
Nowosiółki est un village de Pologne, située dans le gmina de Milejczyce, dans le powiat de Siemiatycze, dans la voïvodie de Podlachie. Il est situé à 6 kilomètres au nord-est de Milejczyce et à 26 kilomètres au nord-est de Siemiatycze.